# Liste der Stolpersteine in Limburg an der Lahn
In der Liste der Stolpersteine in Limburg an der Lahn werden die vorhandenen Gedenksteine aufgeführt, die im Rahmen des Projektes Stolpersteine des Künstlers Gunter Demnig bisher in Limburg an der Lahn verlegt worden sind.

## Altstadt
| Adresse                       | Name                       | Inschrift | Verlegedatum  | Bild | Anmerkung |
| ----------------------------- | -------------------------- | --- | ------------- | ---- | --- |
| Bergstraße 3 (Standort)       | Alois Timmesfeld           | Hier wohnte Alois Timmesfeld Jg. 1920 im christlichen Widerstand verhaftet 1944 ‘Wehrkraftzersetzung’ und ‘Fluchtversuch’ standrechtl. erschossen 27.4.1945 Hundshübel | 13. Nov. 2014 |      | Timmesfeld stammte aus Düsseldorf, hatte einen technischen Beruf und war in der katholischen Jugendbewegung aktiv. Er wurde in der Schlussphase des Zweiten Weltkriegs als Soldat eingezogen, soll sich aber geweigert haben zu schießen. Seine Biografie wurde von Helmut Moll in die im Jahr 2024 erschienene 8. Auflage des katholischen deutschen Martyrologiums des 20. Jahrhunderts aufgenommen.                                                                             |
| Brückengasse 13 (Standort)    | Agnes Basquit              | Hier wohnte Agnes Basquit Jg. 1930 eingewiesen 6.11.1933 Heilanstalt Kalmenhof Idstein ‘Kinderfachabteilung’ ermordet 9.12.1941                                        |               |      | |
| Fleischgasse 12 (Standort)    | Oskar Billion              | Hier wohnte Oskar Billion Jg. 1913 verhaftet 22.11.1943 ‘Rundfunkverbrechen’ Todesurteil 13.6.1944 hingerichtet 31.7.1944 Brandenburg-Görden                           | 13. Nov. 2014 |      | geboren am 8. März 1913 in Morsbach/Lothringen Billion arbeitete vom 29. April 1943 bis 20. November 1943 in Limburg als Kraftfahrer. Er kam dann in Gestapo-Haft nach Frankfurt und wurde am 31. Juli 1944 wegen sogenannter Rundfunkverbrechen im Alten Zuchthaus in Brandenburg an der Havel hingerichtet. Er soll ausländische Sender gehört und sich beim gemeinsamen Empfang einer Rundfunksendung abfällig über die in den Nachrichten gebrachten Meldungen geäußert haben. |
| Fleischgasse 18/20 (Standort) | Berta Schaumburger         | Hier wohnte Berta Schaumburger geb. Rosenthal Jg. 1864 deportiert 1942 Theresienstadt ermordet 17.11.1942                                                              | 13. Nov. 2014 |      | geboren am 19. Mai 1864 in Gemünden/Westerburg |
| In der Erbach 4 (Standort)    | Elise Levi                 | Hier wohnte Elise Levi geb. Marx Jg. 1872 deportiert 1942 Theresienstadt ermordet 19.10.1942                                                                           | 15. Mai 2017  |      | |
| In der Erbach 4 (Standort)    | Hedwig Goldschmidt         | Hier wohnte Hedwig Goldschmidt Jg. 1881 deportiert 1941 Minsk ermordet                                                                                                 | 15. Mai 2017  |      | |
| In der Erbach 4 (Standort)    | Sally Heymann              | Hier wohnte Sally Heymann Jg. 1887 deportiert 1942 Piaski ermordet | 15. Mai 2017  |      | |
| In der Erbach 4 (Standort)    | Friede Heymann             | Hier wohnte Friede Heymann geb. Levi Jg. 1897 gedemütigt/entrechtet tot 30.12.1941                                                                                     | 15. Mai 2017  |      | |
| Kornmarkt 2 (Standort)        | Elisabetha Merz            | Hier wohnte Elisabetha Merz Jg. 1902 eingewiesen 1919 Heilanstalt Hadamar ermordet 30.1.1941 ‘Aktion T4’                                                               |               |      | |
| Kornmarkt 2 (Standort)        | Pauline Merz               | Hier wohnte Pauline Merz Jg. 1902 eingewiesen 1929 Heilanstalt Hadamar ermordet 30.1.1941 ‘Aktion T4’                                                                  |               |      | |
| Mühlberg 1 (Standort)         | Katharina Roll             | Hier wohnte Katharina Roll Jg. 1902 ‘eingewiesen’ 28.11.1938 Hadamar ermordet 20.2.1941 ‘Aktion T4’                                                                    |               |      | |
| Plötze 16 (Standort)          | Adolf Isselbächer          | Hier wohnte Adolf Isselbächer Jg. 1878 deportiert 1941 ermordet in Minsk                                                                                               | 5. Nov. 2013  |      | geboren am 9. Februar 1878 in Limburg a. d. Lahn |
| Plötze 16 (Standort)          | Rosa Weinberger            | Hier wohnte Rosa Weinberger Jg. 1886 deportiert 1941 ermordet in Minsk                                                                                                 | 5. Nov. 2013  |      | geboren am 25. Juli 1886 in Langendernbach |
| Plötze 16 (Standort)          | Sara Isselbächer           | Hier wohnte Sara Isselbächer geb. Faber Jg. 1886 deportiert 1941 Minsk ermordet 30.9.1942 Treblinka                                                                    | 5. Nov. 2013  |      | geboren am 25. Dezember 1886 in Mertloch |
| Plötze 16 (Standort)          | Bernhard Erich Isselbächer | Hier wohnte Bernhard Erich Isselbächer Jg. 1912 Flucht 1935 Frankreich seit 1942 versteckt gelebt befreit/überlebt                                                     | 5. Nov. 2013  |      | geboren 1912 in Limburg, gestorben 1998 in Paris. |
| Plötze 16 (Standort)          | Johanna Strauß             | Hier wohnte Johanna Strauss geb. Isselbächer Jg. 1909 Flucht 1936 Frankreich interniert 1940 Gurs Flucht 1942 versteckt gelebt befreit/überlebt                        | 5. Nov. 2013  |      | |
| Plötze 16 (Standort)          | Walter Strauß              | Hier wohnte Walter Strauss Jg. 1907 Flucht 1936 Frankreich interniert 1939 Flucht 1942 versteckt gelebt befreit / überlebt                                             | 5. Nov. 2013  |      | geboren 1907 in Köln-Mülheim, gestorben 1977 |
| Plötze 16 (Standort)          | Max Rosenthal              | Hier wohnte Max Rosenthal Jg. 1892 Fluchtversuch 1939 MS St. Louis Flucht 1939 Frankreich interniert Drancy deportiert 1942 ermordet in Auschwitz                      | 5. Nov. 2013  |      | geboren am 11. Juli 1892 in Thalheim |
| Rütsche 2 Standort            | Willi Zochert              | Hier wohnte Willi Zochert Jg. 1903 im Widerstand/SPD 'Schutzhaft' 1933 Gefängnis Freiendiez Sonnenburg 1936 Zuchthaus Kassel 1938 Buchenwald befreit                   |               |      | |

## Kernstadt
| Adresse                             | Name                    | Inschrift | Verlegedatum  | Bild | Anmerkung |
| ----------------------------------- | ----------------------- | --- | ------------- | ---- | --- |
| Bahnhofstraße 12 Standort           | Hermann Goldschmidt     | Hier wohnte Hermann Goldschmidt Jg. 1872 deportiert 1942 Theresienstadt ermordet 2.3.1943                                                                                          |               |      | |
| Bahnhofstraße 12 Standort           | Jacobine Goldschmidt    | Hier wohnte Jacobine Goldschmidt geb. Simon Jg. 1873 gedemütigt/entrechtet Flucht in den Tod 5.9.1942                                                                              |               |      | |
| Bahnhofstraße 12 Standort           | Liane Moses             | Hier wohnte Liane Moses Jg. 1928 Flucht 1938 Holland interniert Westerbork deportiert 1943 Sobibor ermordet 23.4.1943                                                              |               |      | |
| Blumenröder Straße 22 (Standort)    | Olga Buxbaum            | Hier wohnte Olga Buxbaum geb. Rosenthal Jg. 1892 deportiert 1941 Łodz / Litzmannstadt ermordet                                                                                     | 15. Apr. 2015 |      | geboren am 28. Dezember 1892 in Aub |
| Blumenröder Straße 22 (Standort)    | Heinz Buxbaum           | Hier wohnte Heinz Buxbaum Jg. 1920 deportiert 1941 Łodz/Litzmannstadt ermordet | 15. Apr. 2015 |      | geboren am 1. November 1920 in Bochum |
| Diezer Straße 2 (Standort)          | Max Moch                | Hier wohnte Max Moch Jg. 1901 Flucht 1936 Belgien Frankreich interniert Drancy deportiert 1943 Auschwitz ermordet 5.3.1945 Mittelbau-Dora                                          |               |      | |
| Diezer Straße 11 (Standort)         | Isidor Beringer         | Hier wohnte Isidor Beringer Jg. 1857 Opfer des Pogroms 1938 tot an den Folgen 27.11.1938                                                                                           | 5. Nov. 2013  |      | |
| Diezer Straße 11 (Standort)         | Auguste Beringer        | Hier wohnte Auguste Beringer geb. Kahn Jg. 1862 deportiert 1942 Theresienstadt ermordet 11.10.1942                                                                                 | 5. Nov. 2013  |      | geboren am 18. Juli 1862 in Trebur |
| Diezer Straße 12 (Standort)         | Regina Levi             | Hier wohnte Regina Levi geb. Meier Jg. 1854 gedemütigt/entrechtet tot 28.2.1942 |               |      | |
| Diezer Straße 12 (Standort)         | Hedwig Billa Levi       | Hier wohnte Hedwig Billa Levi geb. Meier Jg. 1854 gedemütigt/entrechtet tot 28.2.1942                                                                                              |               |      | |
| Diezer Straße 13 (Standort)         | Sally Kaiser            | Hier wohnte Sally Kaiser Jg. 1872 Flucht 1933 Belgien interniert Mechelen deportiert 1943 ermordet in Auschwitz                                                                    |               |      | |
| Diezer Straße 13 (Standort)         | Toni Kaiser             | Hier wohnte Toni Kaiser verh. Marx Jg. 1905 Flucht 1933 Belgien interniert Mechelen deportiert 1943 Auschwitz befreit                                                              |               |      | |
| Diezer Straße 13 (Standort)         | Elise Kaiser            | Hier wohnte Elise Kaiser Jg. 1866 Flucht 1933 Belgien interniert Mechelen deportiert 1943 ermordet in Auschwitz                                                                    |               |      | |
| Diezer Straße 21 (Standort)         | Samuel Salomon          | Hier wohnte Samuel Salomon Jg. 1879 deportiert 1942 ermordet im besetzten Polen |               |      | |
| Diezer Straße 21 (Standort)         | Jenny Salomon           | Hier wohnte Jenny Salomon geb. Oppenheimer Jg. 1881 deportiert 1942 ermordet im besetzten Polen                                                                                    |               |      | |
| Diezer Straße 57                    | Hermann Strauss         | | 6. Sep. 2022  |      | Die Familie Strauss wohnte in der Diezer Straße und betrieb dort ein Geschäft für Manufaktur- und Weißwaren. Am 6. Oktober 1944 wurden sie mit ihrer Tochter Hannelore, die 1939 in die Niederlande geflohen war, nach Auschwitz deportiert und dort ermordet. |
| Diezer Straße 57                    | Emmy Strauss            | | 6. Sep. 2022  |      | Die Familie Strauss wohnte in der Diezer Straße und betrieb dort ein Geschäft für Manufaktur- und Weißwaren. Am 6. Oktober 1944 wurden sie mit ihrer Tochter Hannelore, die 1939 in die Niederlande geflohen war, nach Auschwitz deportiert und dort ermordet. |
| Diezer Straße 57                    | Hannelore Strauss       | | 6. Sep. 2022  |      | Die Familie Strauss wohnte in der Diezer Straße und betrieb dort ein Geschäft für Manufaktur- und Weißwaren. Am 6. Oktober 1944 wurden sie mit ihrer Tochter Hannelore, die 1939 in die Niederlande geflohen war, nach Auschwitz deportiert und dort ermordet. |
| Eisenbahnstraße 5 (Standort)        | Adam Kind               | Hier wohnte Adam Kind Jg. 1912 eingewiesen 1939 Heilanstalt Herborn ‘verlegt’ 12.03.1941 Hadamar ermordet 12.3.1941 'Aktion T4'                                                    | 6. Sep. 2022  |      | Adam Kind, Jahrgang 1912, kam als Zwölfjähriger ins Landesaufnahmeheim Idstein. 1931 durfte er die Einrichtung verlassen und lebte bei seiner Mutter in der Eisenbahnstraße 5 in Limburg. 1939 wurde er in der Heil- und Pflegeanstalt Herborn eingewiesen, am 12. März 1941 kam er nach Hadamar, wo er noch am gleichen Tag ermordet wurde. |
| Fahrgasse 2 (Standort)              | Eduard Melcher          | Hier wohnte Eduard Melcher Jg. 1875 eingewiesen 13.3.1943 Heilanstalt Hadamar ermordet 14.3.1943                                                                                   | 5. Nov. 2022  |      | [ 19 ] |
| Frankfurter Straße 14 (Standort)    | Felix Rosenthal         | Hier wohnte Felix Rosenthal Jg. 1898 deportiert 1942 Theresienstadt 1944 Auschwitz ermordet 16.5.1944                                                                              | 15. Apr. 2015 |      | geboren am 22. Februar 1898 in Willmenrod/Westerburg |
| Frankfurter Straße 14 (Standort)    | Irma Rosenthal          | Hier wohnte Irma Rosenthal geb. Stern Jg. 1902 deportiert 1942 Theresienstadt 1944 Auschwitz ermordet 27.12.1944 Stutthof                                                          | 15. Apr. 2015 |      | geboren am 15. Oktober 1902 in Hausen |
| Frankfurter Straße 14 (Standort)    | Ellen Esther Rosenthal  | Hier wohnte Ellen Esther Rosenthal Jg. 1930 deportiert 1942 Theresienstadt 1944 Auschwitz ermordet 16.5.1944                                                                       | 15. Apr. 2015 |      | geboren am 25. September 1930 in Hadamar |
| Frankfurter Straße 14 (Standort)    | Ferdinand Rosenthal     | Hier wohnte Ferdinand Rosenthal Jg. 1928 deportiert 1942 Theresienstadt 18944 Auschwitz ermordet 16.5.1944                                                                         | 15. Apr. 2015 |      | geboren am 11. Dezember 1928 in Hausen |
| Frankfurter Straße 14 (Standort)    | Berta Adler             | Hier wohnte Berta Adler geb. Kallheim Jg. 1880 deportiert 1941 Riga ermordet | 15. Apr. 2015 |      | geboren am 25. September 1880 in Westerburg |
| Grabenstraße 19 (Standort)          | Albert Rieser           | Hier wohnte Albert Rieser Jg. 1881 gedemütigt/entrechtet tot 7.5.1941 |               |      | |
| Grabenstraße 19 (Standort)          | Dora Rieser             | Hier wohnte Dora Rieser geb. Löwenberg Jg. 1884 deportiert 1941 Minsk ermordet |               |      | |
| Grabenstraße 19 (Standort)          | Alfred Kurt Rieser      | Hier wohnte Alfred Kurt Rieser Jg. 1920 Flucht 1936 Palästina |               |      | |
| Grabenstraße 21 (Standort)          | Josef Ludwig            | Hier wohnte Josef Ludwig Jg. 1889 im Widerstand verhaftet 1940 ‘Hochverrat’ Zuchthaus Preungesheim ‘Aktion Gewitter’ 21.8.1944 Dachau ermordet 2.4.1945                            | 5. Nov. 2013  |      | geboren 1889 in Limburg |
| Grabenstraße 23 (Standort)          | Hermann Sachs           | Hier wohnte Hermann Sachs Jg. 1866 deportiert 1942 Theresienstadt ermordet 17.12.1943                                                                                              | 5. Nov. 2013  |      | geboren am 22. Dezember 1866 in Schweinshaupten |
| Grabenstraße 23 (Standort)          | Rosa Sachs              | Hier wohnte Rosa Sachs geb. Flörsheim Jg. 1875 deportiert 1942 Theresienstadt ermordet 21.10.1942                                                                                  | 5. Nov. 2013  |      | geboren am 18. Februar 1875 in Rotenburg a. d. Fulda |
| Graupfortstraße 6 (Standort)        | Rufina Heymann          | Hier wohnte Rufina Heymann geb. Nathan Jg. 1858 gedemütigt/entrechtet tot 5.12.1939                                                                                                | 13. Nov. 2014 |      | |
| Graupfortstraße 6 (Standort)        | Julie Nathan            | Hier wohnte Julie Nathan Jg. 1867 deportiert 1942 Theresienstadt ermordet 25.12.1942                                                                                               | 13. Nov. 2014 |      | geboren am 5. Januar 1867 in Dromersheim |
| Graupfortstraße 6 (Standort)        | Karl-Heinz Grill        | Hier wohnte Karl-Heinz Grill Jg. 1913 eingewiesen 1920 Heilanstalt Aulhausen ‘verlegt’ 11.3.1941 Hadamar ermordet 11.3.1941 ‘Aktion T4’                                            | 13. Nov. 2014 |      | |
| Hahlgartenweg 1 (Standort)          | Hermann Liebmann        | Hier arbeitete Hermann Liebmann Jg. 1884 ‘Schutzhaft’ 1938 Buchenwald tot 8.12.1938                                                                                                | 5. Nov. 2013  |      | geboren am 11. April 1884 in Ellar |
| Hahlgartenweg 2 (Standort)          | Paul Jonescheit         | Hier wohnte Paul Jenescheit Jg. 1927 eingewiesen 5.9.1938 Heilanstalt Kalmenhof Idstein ‘Kinderfachabteilung‘ ermordet 10.9.1941                                                   | 6. Sep. 2022  |      | Vier Tage vor seinem 14. Geburtstag wurde Paul Jonescheit ermordet, der vermutlich an Trisomie 21 litt und geistig behindert war. |
| Hahlgartenweg 5 (Standort)          | Ernst Graumann          | Hier wohnte Ernst Graumann Jg. 1873 verhaftet 1941 ‘Rassenschande’ Gefängnis Limburg verurteilt 1941 Zuchthaus Kassel tot 29.9.1942                                                | 5. Nov. 2013  |      | 1873 in Fürth geboren |
| Hochstraße 7 (Standort)             | Maria Dillmann          | Hier wohnte Maria Dillmann Jg. 1903 zwangssterilisiert 1935 Krankenhaus Diez eingewiesen 1943 Heilanstalt Weilmünster *verlegt* 13.10.1944 Heilanstalt Hadamar ermordet 16.10.1944 | 6. Sep. 2022  |      | Maria Magdalena Dillmann, 1903 geboren, wurde 1935 im Diezer Krankenhaus zwangsweise sterilisiert. 1943 erfolgte ihre Einweisung in die Heilanstalt Weilmünster. Von dort aus wurde sie am 13. Oktober 1944 nach Hadamar in die Heilanstalt überstellt, wo sie drei Tage später ermordet wurde. |
| Holzheimer Straße 6 (Standort)      | Jenny Kahn              | Hier wohnte Jenny Kahn geb. Löwenstein Jg. 1891 deportiert 1942 Piaski ermordet | 13. Nov. 2014 |      | geboren am 15. August 1891 in Kirberg |
| Holzheimer Straße 6 (Standort)      | Albert Kahn             | Hier wohnte Albert Kahn Jg. 1891 Flucht 1939 Belgien Schicksal unbekannt | 13. Nov. 2014 |      | geboren am 12. Oktober 1891 in Thalheim / Limburg |
| Holzheimer Straße 6 (Standort)      | Fanny Goldberg          | Hier wohnte Fanny Goldberg geb. Leibowitz Jg. 1876 deportiert 1942 Theresienstadt ermordet in Treblinka                                                                            | 13. Nov. 2014 |      | geboren am 15. Oktober 1876 in Dolsk (Polen) |
| Hospitalstraße 11                   | Martha Margo            | Hier wohnte Martha Margo geb. Sternberg Jg. 1893 deportiert 1942 Theresienstadt ermordet 20.10.1942                                                                                | 6. Sep. 2022  |      | Martha Margo gehörte zur großen Limburger Sternberg-Familie. Die 1893 geborene Frau heiratete 1925 den Kaufmann Leo Margo, der in Koblenz wohnte und bereits 1930 im Alter von 48 Jahren starb. In das Haus in der Hospitalstraße 11 zog die Witwe Martha Margo im Oktober 1936 ein, im Frühjahr 1938 verließ sie ihre Heimatstadt, lebte in Mainz, Worms und Kassel. Am 7. September 1942 wurde sie von Kassel aus mit 845 weiteren Menschen nach Theresienstadt deportiert. Am 20. Oktober 1942 wurde sie dort ermordet. |
| Josef-Ludwig-Straße 3 Standort      | Adolf Wallenstein       | Hier wohnte Adolf Wallenstein Jg. 1892 deportiert ermordet im besetzten Polen |               |      | |
| Josef-Ludwig-Straße 3 Standort      | Frieda Wallenstein      | Hier wohnte Frieda Wallenstein geb. Liebmann Jg. 1892 deportiert ermordet im besetzten Polen                                                                                       |               |      | |
| Konrad-Kurzbold-Straße 6 (Standort) | Olga Rosenthal          | Hier wohnte Olga Rosenthal geb. Thalheimer Jg. 1861 deportiert 1942 Theresienstadt ermordet 13.10.1942                                                                             |               |      | |
| Konrad-Kurzbold-Straße 6 (Standort) | Robert Rosenthal        | Hier wohnte Robert Rosenthal geb. 1888 deportiert 1942 Piaski ermordet |               |      | |
| Moritz-Hilf-Straße 7 Standort       | Günter Josef Heun       | Hier wohnte Günter Josef Heun Jg. 1921 eingewiesen 1940 Heilanstalt Weilmünster 'verlegt' 1.2.1941 Hadamar ermordet 1.2.1941 'Aktion T4'                                           |               |      | |
| Neumarkt 1 (Standort)               | Moritz Löwenberg        | Hier wohnte Moritz Löwenberg Jg. 1871 deportiert 1941 Łodz/Litzmannstadt ermordet 29.11.1941                                                                                       | 13. Nov. 2014 |      | geboren am 24. Mai 1871 in Kördorf |
| Neumarkt 1 (Standort)               | Emmy Löwenberg          | Hier wohnte Emmy Löwenberg geb. Hess Jg. 1875 deportiert 1942 ermordet in Sobibor                                                                                                  | 13. Nov. 2014 |      | geboren am 8. August 1875 in Schotten |
| Neumarkt 1 (Standort)               | Ilse Löwenberg          | Hier wohnte Ilse Löwenberg Jg. 1902 deportiert 1941 Łodz/Litzmannstadt ermordet | 13. Nov. 2014 |      | geboren am 10. Februar 1902 in Limburg a. d. Lahn |
| Parkstraße 18 (Standort)            | Ernst Lissa             | Hier wohnte Ernst Lissa Jg. 1888 ‘Schutzhaft’ 1938 Buchenwald Flucht 1939 England                                                                                                  |               |      | |
| Parkstraße 18 (Standort)            | Elly Lissa              | Hier wohnte Elly Lissa geb. Sternberg Jg. 1898 Flucht 1939 England |               |      | |
| Parkstraße 18 (Standort)            | Babette Sternberg       | Hier wohnte Babette Sternberg geb. Mayer Jg. 1870 Flucht 1939 Holland interniert Westerbork deportiert 1943 Auschwitz ermordet 5.2.1943                                            |               |      | |
| Parkstraße 20 (Standort)            | Dr. Adolf Friedländer   | Hier wohnte Dr. Adolf Friedländer Jg. 1869 Berufsverbot 1933 gedemütigt/entrechtet Flucht in den Tod 22.8.1942                                                                     |               |      | |
| Parkstraße 20 (Standort)            | Ilse Friedländer        | Hier wohnte Ilse Friedländer Jg. 1906 deportiert 1942 Theresienstadt ermordet 1944 Auschwitz                                                                                       |               |      | |
| Rohrweg 2 Standort                  | Erich Josef Schardt     | Hier wohnte Erich Josef Schardt Jg. 1922 eingewiesen 1931 Heilanstalt Aulhausen 1938 Kalmenhof Idstein 'verlegt' 28.2.1941 Hadamar ermordet 28.2.1941 'Aktion T4'                  |               |      | |
| Schiede 15 (Standort)               | Rosi Eschenheimer       | Hier wohnte Rosi Eschenheimer geb. Goldschmidt Jg. 1903 deportiert 1941 Minsk ermordet                                                                                             |               |      | |
| Schiede 15 (Standort)               | Rolf Eschenheimer       | Hier wohnte Rolf Eschenheimer Jg. 1927 deportiert 1941 Minsk ermordet |               |      | |
| Schiede 16 (Standort)               | Lina Höfel              | Hier wohnte Lina Höfel geb. Schmidt Jg. 1892 deportiert 1942 ermordet in Raasiku                                                                                                   |               |      | |
| Schiede 16 (Standort)               | Hans Höfel              | Hier wohnte Hans Höfel Jg. 1927 deportiert 1942 ermordet in Raasiku |               |      | |
| Schiede 28 (Standort)               | Rosa Leopold            | Hier wohnte Rosa Leopold geb. Hecht Jg. 1887 deportiert 1941 Łodz/Litzmannstadt ermordet                                                                                           | 13. Nov. 2014 |      | geboren am 23. Juli 1887 in Limburg a. d. Lahn |
| Schiede 28 (Standort)               | Max Leopold             | Hier wohnte Max Leopold Jg. 1873 deportiert 1941 Łodz/Litzmannstadt ermordet | 13. Nov. 2014 |      | geboren am 16. März 1873 in Holzhausen a. Haide |
| Schiede 28 (Standort)               | Margot Regina Leopold   | Hier wohnte Margot Regina Leopold Jg. 1912 deportiert 1941 Łodz / Litzmannstadt ermordet                                                                                           | 13. Nov. 2014 |      | geboren am 24. Mai 1912 in Limburg a. d. Lahn |
| Schiede 28 (Standort)               | Adolf Leopold           | Hier wohnte Adolf Leopold Jg. 1871 deportiert 1942 Theresienstadt verhungert 2.6.1943                                                                                              | 13. Nov. 2014 |      | geboren am 1. Juni 1871 in Holzhausen a. Haide |
| Schiede 39/40 (Standort)            | Rosa Stiefel            | Hier wohnte Rosa Stiefel geb. Mühlfelder Jg. 1884 deportiert 1941 Kowno Fort IX ermordet 25.11.1941                                                                                | 9. Nov. 2022  |      | [ 44 ] |
| Schiede 39/40 (Standort)            | Johanna Sonnenberg      | Hier wohnte Johanna Sonnenberg Jg. 1881 deportiert Schicksal unbekannt |               |      | |
| Ste.-Foy-Straße 10 (Standort)       | Otto Fassbender         | Hier wohnte Otto Fassbender Jg. 1898 gedemütigt/entrechtet tot 2.10.1935 |               |      | |
| Ste.-Foy-Straße 10 (Standort)       | Else Regina Fassbender  | Hier wohnte Else Regina Fassbender geb. Feibelmann Jg. 1901 deportiert 1941 Minsk ermordet                                                                                         |               |      | |
| Ste.-Foy-Straße 10 (Standort)       | Lothar Peter Fassbender | Hier wohnte Lothar Peter Fassbender Jg. 1924 Flucht 1937 England |               |      | |
| Ste.-Foy-Straße 10 (Standort)       | Lotte Sally Fassbender  | Hier wohnte Lotte Sally Fassbender Jg. 1925 Flucht 1939 England |               |      | |
| Ste.-Foy-Straße 10 (Standort)       | Senta Fassbender        | Hier wohnte Senta Fassbender Jg. 1928 Flucht 1939 England |               |      | |
| Ste.-Foy-Straße 13 (Standort)       | Siegmund Schaumburger   | Hier wohnte Siegmund Schaumburger Jg. 1888 deportiert 1941 Riga ermordet |               |      | |
| Ste.-Foy-Straße 13 (Standort)       | Sabine Schaumburger     | Hier wohnte Sabine Schaumburger geb. Bruckmann Jg. 1885 deportiert 1941 Riga ermordet                                                                                              |               |      | |
| Ste.-Foy-Straße 13 (Standort)       | Grete Schaumburger      | Hier wohnte Grete Schaumburger Jg. 1923 deportiert 1941 Riga befreit |               |      | |
| Ste.-Foy-Straße 13 (Standort)       | Hans Schaumburger       | Hier wohnte Hans Schaumburger Jg. 1930 deportiert 1941 Riga ermordet |               |      | |
| Werner-Senger-Straße 19 (Standort)  | Albert Wolf             | Hier wohnte Albert Wolf Jg. 1895 Flucht 1935 Holland interniert Westerbork deportiert 1944 Theresienstadt ermordet in Auschwitz                                                    |               |      | |
| Werner-Senger-Straße 19 (Standort)  | Grete Wolf              | Hier wohnte Grete Wolf geb. Nathan Jg. 1903 Flucht 1935 Holland interniert Westerbork deportiert 1944 Theresienstadt ermordet 8.10.1944 Auschwitz                                  |               |      | |
| Werner-Senger-Straße 19 (Standort)  | Julius Franz Wolf       | Hier wohnte Julius Franz Wolf Jg. 1926 Flucht 1935 Holland interniert Westerbork deportiert 1943 ermordet in Auschwitz                                                             |               |      | |
| Werner-Senger-Straße 19 (Standort)  | Simon Walter Wolf       | Hier wohnte Simon Walter Wolf Jg. 1929 Flucht 1935 Holland interniert Westerbork deportiert 1944 Theresienstadt ermordet 8.10.1944 Auschwitz                                       |               |      | |
| Werner-Senger-Straße 21 (Standort)  | Albert Metzger          | Hier wohnte Albert Metzger Jg. 1876 Flucht 1939 Holland interniert Westerbork deportiert 1943 ermordet 2.4.1943 Sobibor                                                            | 5. Nov. 2013  |      | geboren am 10. Januar 1878 in Heiden |
| Werner-Senger-Straße 21 (Standort)  | Auguste Metzger         | Hier wohnte Auguste Metzger geb. Sonnenberg Jg. 1874 Flucht 1939 Holland interniert Westerbork deportiert 1943 ermordet 2.4.1943 Sobibor                                           | 5. Nov. 2013  |      | geboren am 24. Oktober 1874 in Nordhofen |
| Werner-Senger-Straße 21 (Standort)  | Julius Metzger          | Hier wohnte Julius Metzger Jg. 1904 Flucht 1933 Holland seit 1940 versteckt gelebt befreit/überlebt                                                                                | 5. Nov. 2013  |      | |
| Werner-Senger-Straße 21 (Standort)  | Irma Metzger            | Hier wohnte Irma Metzger verh. Hirsch Jg. 1906 Flucht 1936 Holland interniert Westerbork deportiert 1942 ermordet 5.2.1943 Auschwitz                                               | 5. Nov. 2013  |      | geboren am 19. Oktober 1906 in Limburg a. d. Lahn |
| Wiesbadener Straße 1 (Standort)     | Karl Jakob Friedrich    | Hier wohnte Pater Karl Jakob Friedrich SAC Jg. 1899 verhaftet 1943 'Wehrkraftzersetzung' Gestapohaft Frankfurt SS-Sonderlage Hinzert 1944 Dachau befreit                           |               |      | |
| Wiesbadener Straße 1 (Standort)     | Joseph Friedrich        | Hier wohnte Pater Joseph Friedrich SAC Jg. 1898 verhaftet 1944 polnische Kinder getauft Buchenwald entlassen 1.11.1944                                                             |               |      | |
| Wiesbadener Straße 1 (Standort)     | Johannes Gerharz        | Hier wohnte Pater Johannes Gerharz SAC Jg. 1988 'Schutzhaft' 1943 Gefängnis Frankfurt 'Wehrkraftzersetzung' 'SS-Sonderlage Hinzert' 1944 Dachau befreit                            |               |      | |
| Wiesbadener Straße 1 (Standort)     | Franz Xaver Maier       | Hier wohnte Bruder Franz Xaver Maier SAC Jg. 1910 verhaftet 1942 'Lebensmittelschiebungen' Gestapohaft Frankfurt tot durch Misshandlungen 18.8.1942                                |               |      | |
| Wiesbadener Straße 1 (Standort)     | Karl Morper             | Hier wohnte Bruder Franz Xaver Maier SAC Jg. 1889 verhaftet 1942 Denunziation verweigert Gestapohaft Frankfurt 1943 Dachau entlassen 28.3.1945                                     |               |      | |
| Wiesbadener Straße 1 (Standort)     | Eduard Ossowski         | Hier wohnte Bruder Eduard Ossowski SAC Jg. 1878 verhaftet 1942 'Umgang mit Kriegsgefangen' Gestapohaft Limburg 1943 Gefängnis Frankfurt verhungert 14.1.1944                       |               |      | |
| Wiesbadener Straße 1 (Standort)     | Heinrich Schulte        | Hier wohnte Bruder Heinrich Schulte SAC Jg. 1901 verhaftet 1943 'staatsfeindliche Äußerungen' Gestapohaft Frankfurt Gefängnis Darmstadt 1944 Dachau befreit                        |               |      | |
| Wiesbadener Straße 1 (Standort)     | Johannes Wimmer         | Hier wohnte Bruder Johannes Wimmer SAC Jg. 1884 'Schutzhaft' 1943 Denunziation verweigert Gefängnis Frankfurt 1944 Dachau entlassen 11.4.1945                                      |               |      | |
| Wiesenstraße 9 (Standort)           | Margarethe Moses        | Hier wohnte Margarethe Moses geb. Simon Jg. 1900 Flucht 1933 Holland interniert Westerbork deportiert 1943 Sobibor ermordet 23.4.1943                                              |               |      | |
| Wiesenstraße 9 (Standort)           | Werner Daniel Moses     | Hier wohnte Werner Moses Jg. 1924 Flucht 1934 Holland interniert Westerbork deportiert 1942 Auschwitz ermordet 25.8.1942                                                           |               |      | |

## Dietkirchen
| Adresse                | Name                | Inschrift | Verlegedatum | Bild | Anmerkung |
| ---------------------- | ------------------- | --------- | ------------ | ---- | --------- |
| Reckenforst 5 Standort | Wilhelm Breithecker |           |              |      |           |

## Eschhofen
| Adresse                       | Name          | Inschrift | Verlegedatum  | Bild | Anmerkung |
| ----------------------------- | ------------- | --- | ------------- | --- | --------- |
| Bahnhofstraße 1 (Standort)    | Josef Linz    | Hier wohnte Josef Linz Jg. 1928 Heilanstalt Aulhausen 1938, Heilanstalt Scheuern „verlegt“ 20.2.1943 Hadamar ermordet 18.3.1943 | 15. Apr. 2015 | |           |
| Mühlener Straße 21 (Standort) | Georg Schmidt | Hier wohnte Georg Schmidt Jg. 1892 eingewiesen 1934 Hadamar ermordet 7.8.1941 ‘Aktion T4’                                       | 15. Apr. 2015 | |           |
| Mainzer Straße 3 (Standort)   | Wilhelm Poieß | |               | Bild gesucht Der Benutzer GeorgDerReisende ( Diskussion ) wünscht sich an dieser Stelle ein Bild vom Ort mit diesen Koordinaten 50.38939 8.10058 . Motiv: der Stolperstein für Wilhelm Poieß, die Lage und das Haus Falls du dabei helfen möchtest, erklärt die Anleitung , wie das geht. BW |           |

## Lindenholzhausen
| Adresse                    | Name            | Inschrift                                                                              | Verlegedatum  | Bild | Anmerkung |
| -------------------------- | --------------- | -------------------------------------------------------------------------------------- | ------------- | ---- | --------- |
| Bahnhofstraße 7 (Standort) | Berta Ornstein  | Hier wohnte Berta Ornstein geb. Strauss Jg. 1901 deportiert 1944 ermordet in Auschwitz | 15. Apr. 2015 |      |           |
| Bahnhofstraße 7 (Standort) | Ludwig Ornstein | Hier wohnte Ludwig Ornstein Jg. 1891 deportiert 1944 ermordet in Auschwitz             | 15. Apr. 2015 |      |           |

## Staffel
| Adresse                       | Name              | Inschrift | Verlegedatum  | Bild | Anmerkung                                           |
| ----------------------------- | ----------------- | --- | ------------- | ---- | --------------------------------------------------- |
| Hans-Wolf-Straße 9 (Standort) | Hans Wolf         | Hier wohnte Hans Wolf Jg. 1901 im Widerstand / SPD verhaftet 1940 ‘Vorbereitung zum Hochverrat’ Gefängnis Frankfurt 1943 Strafbataillon 999 tot 7.10.1943 Kos/Ägäis | 13. Nov. 2014 |      | geboren am 20. Februar 1901 in Häselrieth/Thüringen |
| Schulplatz 26 (Standort)      | Raphael Felix Löb | Hier wohnte Raphael Felix Löb Jg. 1873 deportiert 1941 Kowno Fort IX ermordet 25.11.1941                                                                            | 15. Apr. 2015 |      | geboren am 18. September 1873 in Könen              |
| Schulplatz 26 (Standort)      | Johanna Löb       | Hier wohnte Johanna Löb geb. Kron deportiert 1941 Kowno Fort IX ermordet in Riga                                                                                    | 15. Apr. 2015 |      | geboren am 10. Juli 1873 in Gaudernbach             |
| Schulplatz 26 (Standort)      | Hedwig Löb        | Hier wohnte Hedwig Löb Jg. 1903 deportiert 1941 ermordet 1941 im besetzten Polen                                                                                    | 15. Apr. 2015 |      | geboren am 23. Februar 1903 in Staffel              |
| Schulplatz 26 (Standort)      | Julius Löb        | Hier wohnte Julius Löb Jg. 1904 verhaftet 1935 Dachau 1938 Buchenwald Flucht 1939 Holland interniert Westerbork deportiert 1944 Auschwitz befreit/überlebt          | 15. Apr. 2015 |      |                                                     |